# Ga Geumneung
Ga Geumneung là ga đường sắt trên Tuyến Gyeongui. Nó nằm ở Geumchon, thành phố Paju, Gyeonggi-do, ở vùng khu vực xa phía Bắc Hàn Quốc.
Qua khỏi trạm là đường Rodeo, có một chuỗi cửa hàng và nhà hàng lớn (bao gồm quán ăn Trung Quốc, Ý, và Việt Nam) trong một tòa nhà 5 tầng. Phía bên kia của nhà ga là thị trường gạo/rau xanh rất lớn.

## Bố trí ga
| ↑ Geumchon |
| ２ \| １   |
| Unjeong ↓  |

| 1 | ● Tuyến Gyeongui–Jungang | Địa phương·Tốc hành | → Hướng đi Ilsan · Seoul · Yongsan · Deokso · Jipyeong → |
| 2 | ● Tuyến Gyeongui–Jungang | Địa phương·Tốc hành | ← Hướng đi Geumchon · Wollong · Paju · Munsan            |